# Ken Nwadiogbu
Kenechukwu Emmanuel Nwadiogbu, noto anche con lo pseudonimo di KenArt (Lagos, 1994), è un artista, attivista e fotografo nigeriano, conosciuto in particolare per la creazione di disegni a matita, carboncino o acrilico iperrealistici tra cui The King’s Diary, la serie The Value of Nothing, Packages in Brown Skin.
Nwadiogbu definisce il suo modo di lavorare "contemporealismo" ovvero una sintesi di iperrealismo e di arte contemporanea. Nel 2019 Ken Nwadiogbu ha ricevuto il prestigioso The Future Awards Africa ed è stato nominato da Guardian Life una delle "personalità più eccezionali del 2019".

## Biografia
Nwadiogbu ha frequentato l'Università di Lagos, dove ha studiato ingegneria civile e ambientale. Negli anni dell'università si è avvicinato all'arte contemporanea, pur non seguendo un iter di studi formale, ma cominciando con i ritratti come autodidatta.

## Stile artistico
Secondo quanto dichiara in un'intervista al giornale di arte contemporanea e alternativa Juxtapoz Magazine, Nwadiogbu risponde su tela alle strutture e ai problemi sociopolitici che lo circondano. Attraverso una meticolosa tecnica iperrealista costruisce immagini accattivanti ricche di un abile uso della forma e dello spazio.
Le sue opere presentano regolarmente oscuri ritratti di persone comuni che sbirciano attraverso la carta strappata, elevando e situando gli africani nel contesto globale e affrontando questioni pesanti come l'uguaglianza di genere, le culture africane, la politica globale, il potere nero e, più recentemente, gli accoltellamenti.
Lavorando con carboncino, matita e acrilico, Nwadiogbu punta ad andare oltre la facciata visivamente spettacolare che presenta nelle sue opere, ispirandosi ai principi e ai movimenti sociali mentre analizza e sfida le strutture e le questioni sociopolitiche all'interno della società. Percepisce la sua arte come una risposta alla società e un modo per spingere le persone a rivalutare le proprie strutture sociopolitiche.

### A Voice for #MeToo
Da un'intervista con la CNN l'opera più recente di Nwadiogbu è ispirata al movimento globale #MeToo, che ha realizzato di getto. Nel pezzo #MeToo due ragazze sono avvolte nel nylon: una è depressa e rassegnata al suo destino mentre l'altra è arrabbiata e determinata a superare la barriera. È un pezzo emozionante, nato dalla premura e dalla passione per dare voce alle giovani ragazze africane.
"Voglio che la ragazza africana sia come la seconda ragazza (nel dipinto) che dice: 'Voglio parlare. Voglio alzare il volume della mia coscienza. Voglio dire ad alta voce chi sono".

## Premi ricevuti
- 2019: Il premio per le arti visive e applicate The Future Awards Africa[11]

## Mostre
- 2016, Insanity[12] - sponsorizzato dalla Frot Foundation. Tenuto presso la Omenka Gallery, Ikoyi, Lagos, Nigeria insieme a Arinze Stanley Egbengwu e Ayo Filade.
- 2017, It's Not Furniture[13] - sponsorizzato da Temple Management Company. Tenuto alla Omenka Gallery[14], Ikoyi, Lagos, Nigeria.
- 2017, Finding your Identity - sponsorizzato da ENACOF. Tenuto al British Council, Abuja, Nigeria.
- 2017, ARTYRAMA Art Exhibition[15] - a cura di Jess Castellote. Tenuto ad Alhaji Bashorun, Ikoyi, Lagos, Nigeria.
- 2018, EMPOWERMENT Exhibition[16] - di Creative Debuts e Nasty Women NYC. Tenuto presso il Black and White Building, Rivington Street, Londra.
- 2018, Generation Y[17] - A Contemporary Art Exhibition by Retro Africa. Tenuto presso The Exhibition Pavilion, Abuja, Nigeria.
- 2018, Moniker Art Fair[18] - una fiera d'arte contemporanea sponsorizzata da Creative Debuts e tenutasi a Greenpoint Terminal Warehouse, Brooklyn, New York.
- 2018, Anti Trump Art Show[19] - una mostra d'arte contemporanea sul "pericoloso razzismo, sessismo e narcisismo che fluiscono quotidianamente dalla Casa Bianca", tenutasi presso i July Rivington Studios, 1 Bath Place, Shoreditch, Londra.
- 2018, Afriuture Exhibition - a cura di Ramati Art Africa in associazione con il Commonwealth Africa Summit. Tenuto presso l'Ontario Investment and Trade centre, Toronto, Canada.
- 2018, Art X Lagos[20] - Prima Fiera Internazionale d'Arte Contemporanea in Africa occidentale tenutasi al Palazzo Federale, Lagos, Nigeria.
- 2019, LAX-SFO[21] - una mostra collettiva tenutasi presso Heron Arts, San Francisco, California.
- 2019, IN THE MAKING[22] - una mostra d'arte contemporanea presso la Retro Africa Gallery, Abuja, Nigeria.
- 2019, LAX-MSY[23] - una mostra collettiva tenutasi alla Red Truck Gallery, New Orleans, Louisiana.
- 2019, LAX-LHR[24] - Mostra co-curata con Stolen Space tenutasi a Osborn Street, Londra.
- 2019, Art X Lagos[20] - Fiera Internazionale d'Arte Contemporanea in Africa Occidentale tenutasi al Palazzo Federale, Lagos, Nigeria.
- 2019, Moniker Art Fair[25] - una fiera d'arte contemporanea tenutasi al Chelsea Sorting Office, Chelsea, Londra.
- 2019, CONTEMPOREALISM Solo show[26] - prima mostra personale internazionale di Ken Nwadiogbu tenutasi alla Bricklane Gallery, Londra.
- 2019, Miami Art Week[27] - una mostra di arte contemporanea tenutasi a The Citadel, Miami, Florida.
- 2020, ART OF DIVERSITY[28] - una mostra d'arte contemporanea con i vincitori del Bridgeman Award, tenutasi presso lo studio Yinka Sonibare CBE RA, Londra.